# معركة كومانوفو
معركة كومانوفو كانت معركة كبرى وقعت من 23 إلى 24 أكتوبر 1912 خلال حرب البلقان الأولى. وحقق الجيش الصربي انتصاراً مهماً على الجيش العثماني في ولاية قوصوه بعد فترة وجيزة من اندلاع الحرب. بعد هذه الهزيمة، تخلى الجيش العثماني عن أجزاء كبرى من المنطقة حيث تكبد خسائر فادحة في الطاقة البشرية (على الأغلب بسبب الانشقاق) والعتاد الحربي.